# 竹内めぐみ
竹内めぐみ（たけうち めぐみ、1979年9月22日 - ）は、日本の詩人・作詞家・元歌手。神奈川県出身。所属事務所はSolCielo。

## 概要・略歴
1995年、高校1年生の時から自分の思いをノートに書き始めて、次第にポエムに変化していった。1999年頃には歌にも興味を持ちはじめ、作品作りとライブ活動を始める。
2001年から、東京都下北沢の路地で手作りの詩集を売り、ストリート活動を始め、次第に話題を集める。同年10月には月刊誌『Duet』で連載を開始すると共に、第一弾詩集『壊レタココロ』を出版。
2002年、キンモクセイの代表曲ともなった「二人のアカボシ」のプロモーションビデオに出演する（但しデビュー前）。
2003年に第二弾詩集『あなたが笑えばいい』を出版。2年以上続けたストリート活動を同年4月13日を持って終了し、同年初のワンマンライブを経験した。同年5月28日、シングル『何もない僕等』を東芝EMIよりリリースし、念願だった歌手デビューを果たす。同年6月26日には同作品が台湾でも発売され、台湾デビューも果たす。同年9月18日にはアルバム『みえないもの』をリリース。
2004年2月2日、韓国のアーティストであるHeyが、デビューシングルにもなった「何もない僕等」をカバーする（韓国において同年1月1日の日本語CDの発売解禁後、初めての日本の楽曲のカバーとなった）。同年、尾崎豊のトリビュートアルバム『"BLUE" A TRIBUTE TO YUTAKA OZAKI』に「OH MY LITTLE GIRL」のカバーで参加したのを最後に、同年末で東芝EMIとの契約を終了し、歌手活動を中止する。また、同年には第三弾となる詩集『泣くよりも』を出版する。
2006年に土屋アンナへ楽曲「黒い涙」を作詞提供し、作詞家としても活動を始める（同作品は2007年1月10日にANNA inspi' NANA (BLACK STONES)名義でシングル化される）。

## ディスコグラフィー
CD作品はすべてCCCD仕様。

### シングル
1. 何もない僕等（2003年5月23日）初回プレス盤のみ特製ポストカード付属。オリコン42位
  1. 何もない僕等[4:37]
作詞：竹内めぐみ／作曲：長瀬弘樹／編曲：本田優一郎
  2. さよならの音[5:07]
作詞：竹内めぐみ／作曲：長瀬弘樹／編曲：森俊之
  3. 何もない僕等 (Instrumental)[4:37]
2. イカロス（2004年2月25日）オリコン200位
  1. イカロス[5:16]
作詞：竹内めぐみ／作曲：竹内めぐみ／作曲：森俊之／編曲：森俊之
ロッテ『モナ王』CMソング、日本テレビ系『SPORTS MAX』エンディングテーマ、日本テレビ系『AX MUSIC-TV』AX POWER PLAY #053（オープニングテーマ）
  2. 壊れモノ[4:29]
作詞：竹内めぐみ／作曲：広沢タダシ／編曲：森俊之
  3. イカロス (instrumental)[5:15]

### アルバム
1. みえないもの（2003年9月18日）初回プレス盤のみ特製ポストカード付属。オリコン50位
  1. 足りない言葉[4:14]
  2. 何もない僕等[4:37]
  3. 孤独日和[5:35]
  4. 慟哭の森[5:51]
  5. 哀しみノイローゼ[3:59]
  6. あなたが笑えばいい[4:39]
  7. YOKOHAMA[4:17]
  8. want[4:37]
  9. さよならの音 (Album Mix)[5:04]
  10. 長月[4:10]
  11. Spiritual flower[4:51]

### その他
- 尾崎豊トリビュートアルバム『"BLUE" A TRIBUTE TO YUTAKA OZAKI』（2004年3月24日）
  - 収録曲「OH MY LITTLE GIRL」カバー参加

## 詩集
- 壊レタココロ（2001年10月25日、出版：ディスカヴァー）
- あなたが笑えばいい（2003年2月20日、出版：マガジンハウス）
- 泣くよりも（2004年8月5日、出版：幻冬舎）

## 出演
- 竹内めぐみのオールナイトニッポンR（2003年5月23日）
- ミュージックステーション（2003年6月20日）